# Венґжиновиці
Венґжиновиці (пол. Węgrzynowice) — село в Польщі, у гміні Будзішевиці Томашовського повіту Лодзинського воєводства.
Населення — 288 осіб (2011).

## Демографія
Демографічна структура станом на 31 березня 2011 року:
|          | Загалом | Допрацездатний вік | Працездатний вік | Постпрацездатний вік |
| -------- | ------- | ------------------ | ---------------- | -------------------- |
| Чоловіки | 144     | 31                 | 96               | 17                   |
| Жінки    | 144     | 35                 | 69               | 40                   |
| Разом    | 288     | 66                 | 165              | 57                   |